# Antidesma sinuatum
Antidesma sinuatum är en emblikaväxtart som beskrevs av George Bentham. Antidesma sinuatum ingår i släktet Antidesma och familjen emblikaväxter. Inga underarter finns listade i Catalogue of Life.